# Hirasa sericea
Hirasa sericea là một loài bướm đêm trong họ Geometridae.